# Nicholas Culpeper
Nicholas Culpeper (18 de octubre de 1616-10 de enero de 1654) fue un botánico, herborista, médico y astrólogo inglés. Sus libros publicados incluyen The English Physician (1652) y The Complete Herbal (1653), que contienen un rico acervo de conocimientos farmacéuticos y de plantas medicinales, y el Astrological Judgement of Diseases from the Decumbiture of the Sick (1655), que es uno de los documentos más detallados que tenemos en la práctica de la astrología médica.
Culpeper pasó la mayor parte de su vida al aire libre catalogando cientos de plantas medicinales. Criticó lo que consideraba métodos antinaturales de sus contemporáneos, escribiendo:

"esto no es agradable y menos rentable para mí, consulté con mis dos hermanos, el «Dr. RAZÓN» y el «Dr. EXPERIENCIA», y emprendí un viaje para visitar a mi madre la naturaleza, por cuyos consejos, junto con la ayuda del «Dr. DILIGENCIA», obtuve por fin mi deseo; de ser advertido por el «Sr. HONESTIDAD», un extraño en nuestros días, para publicarlo en el mundo y lo he hecho.

Culpeper proviene de una larga lista de personas notables incluyendo Thomas Culpeper, el amante de Catalina Howard (también un pariente lejano) que fue condenado a muerte por el esposo de ésta, el rey Enrique VIII.

## Biografía
Culpeper era el hijo de Nicholas Culpeper (Sénior), clérigo, y estudió en Cambridge y luego se convirtió en aprendiz de boticario. Después de siete años su maestro se fugó con el dinero pagado por el contrato de fideicomiso, y después de esto, la madre de Culpeper murió de cáncer de mama. Culpeper se casó con la hija de un rico comerciante, que le permitió establecer una farmacia en Spitalfields, Londres, fuera de la autoridad de la ciudad de Londres en un momento cuando las instalaciones médicas en Londres estaban a punto de ruptura. Argumentando que "ningún hombre merecía morir de hambre para pagar un médico insultante e insolente", y así podía obtener sus suministros de hierbas en el campo cercano, Culpeper fue capaz de proporcionar sus servicios de forma gratuita. Esto y una disposición para examinar a los pacientes en persona, en lugar de simplemente examinar su orina, Culpeper era muy activo, a veces veía hasta cuarenta personas en una mañana. Usando una combinación de experiencia y la astrología, Culpeper se dedicó al uso de hierbas para el tratamiento de las enfermedades de sus pacientes.
Durante los primeros meses de la Guerra Civil inglesa lo acusaron de brujería y la Sociedad de Boticarios intentó frenar su práctica. Se incorporó en un bando en agosto de 1643 y luchó en la batalla de Newbury, donde llevó a cabo la cirugía. Culpeper fue llevado de vuelta a Londres después de sufrir una lesión en el pecho de la cual nunca se recuperó. Allí, en cooperación con el astrólogo republicano William Lilly, escribió la obra 'La profecía del rey blanco', que predijo la muerte del rey.
Murió de tuberculosis en Londres el 10 de enero de 1654 en la edad de 37 años. Solamente uno de sus ocho hijos, Mary, llegó a edad adulta.

## Creencias políticas
Culpeper era un radical en su tiempo, hacía enojar a sus compañeros médicos, condenando su codicia, falta de voluntad para alejarse de Galeno y el uso de prácticas nocivas como remedios tóxicos y sangrías. La Sociedad de Boticarios estaban igualmente indignados por el hecho de que él sugirió recetar dietas baratas en comparación con sus caros brebajes.

## Filosofía de herbalista

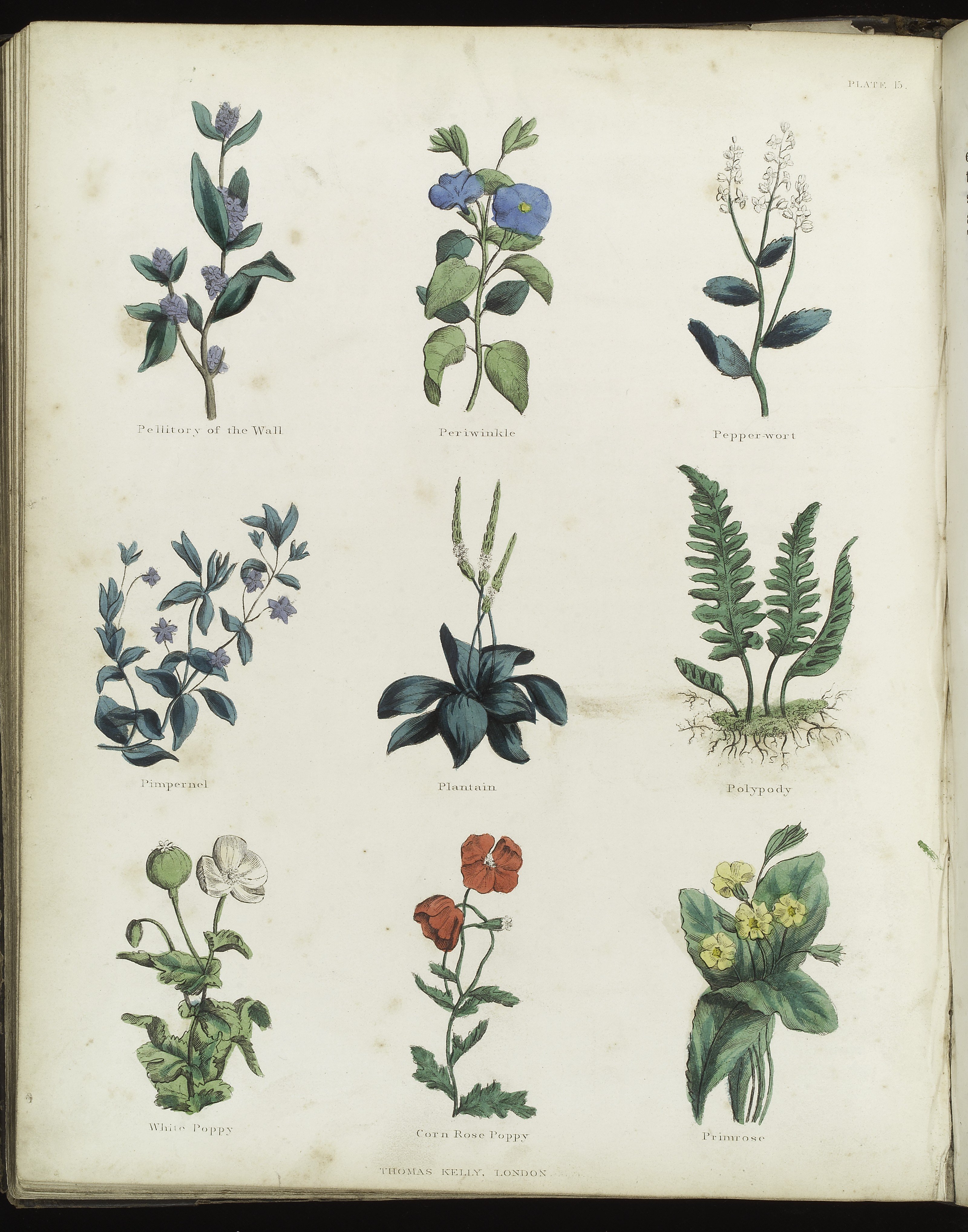
The Complete Herbal de Nicholas Culpeper.

Culpeper intentó realizar tratamientos médicos más accesibles a los legos, educándolos acerca de como mantener su salud. En última instancia, su ambición era reformar el sistema de medicina al cuestionar los métodos y conocimientos tradicionales. La sistematización del uso de plantas por Culpeper fue clave en el desarrollo y evolución de productos farmacéuticos modernos, la mayoría de los cuales tienen su origen en las plantas medicinales.

## Legado
Culpeper fue uno de los primeros en traducir documentos sobre plantas medicinales encontradas en América del Norte. Su herbario obtuvo tal estima que describió las especies que fueron introducidas del nuevo mundo a Inglaterra. Culpeper describió el uso médico de la digital, utilizada para tratar problemas de corazón.
Nicholas se presenta como protagonista en la historia de Rudyard Kipling; "Doctor en Medicina", que forma parte de la serie "Puck of Pook's Hill".

## Algunas publicaciones
- A Physical Directory, or a Translation of the London Directory (1649) - traducción de Pharmacopoeia Londonesis del Real Colegio de Médicos

- Directory for Midwives (1651)

- Semeiotics Uranica, o (An Astrological Judgement of Diseases) (1651)

- Catastrophe Magnatum o (The Fall of Monarchy) (1652)

- The English Physitian (1652)

- The Complete Herbal (1653)

- Astrological Judgement of Diseases from the Decumbiture of the Sick (1655)

- A Treatise on Aurum Potabile (1656)